# Terminal Rodoviário Argemiro de Figueiredo
O Terminal Rodoviário de Campina Grande - Argemiro de Figueiredo é uma rodoviária localizada em Campina Grande, Paraíba onde, diariamente, mais de três mil embarques são realizados. O terminal estabelece interligação com os mais importantes centros e capitais da região e de todo o país, registrando um grande fluxo diário de passageiros.

## Características
A terminal atende bem a demanda da cidade, que tem cerca de 410 mil habitantes. Registra também um bom fluxo de passageiros para outras cidades, especialmente em datas comemorativas e férias escolares. Está situada no bairro Catolé, na Rua Basílio Araújo e a pouco mais de 3 km do Centro de Campina Grande. A partir do terminal é possível a conexão de Campina Grande com várias cidades do estado, da região e do resto do país.

## Estrutura
Sete empresas operam no terminal e entre elas se pode citar a Expresso Guanabara, Viação Itapemirim, Kaissara e Viação Progresso. Com área de 62.100 m² total do terreno e 10.360 m² do imóvel, dispõe de serviços onde pode-se obter informações de horários de passagens, além de vários outros serviços tais como: 
- Guichês para compra de passagens 24 horas
- 31 plataformas de embarques e desembarques
- Praça de alimentação com lanchonetes e restaurantes
- Sanitários gratuitos e adaptados para APD
- Relação de várias lojas
- Rampas de acesso
- Telefones
- Departamento de achados e perdidos
- Guarda-volumes
- Ponto de táxi com disponibilidade 24 horas
- Ponto de ônibus
- Estacionamento com 128 vagas
- Posto policial